# George Henry White

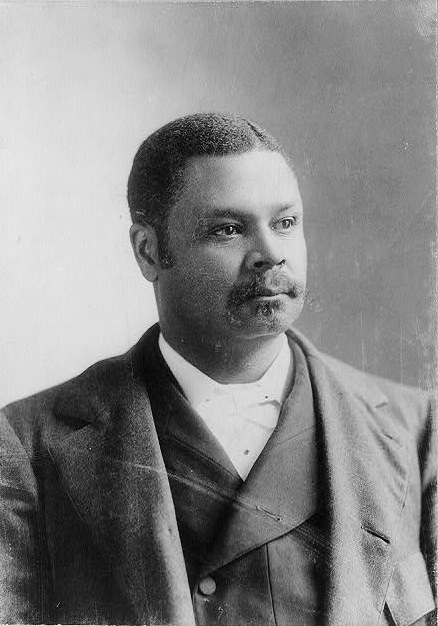
George Henry White

George Henry White (* 18. Dezember 1852 in Rosindale, Bladen County, North Carolina; † 28. Dezember 1918 in Philadelphia, Pennsylvania) war ein US-amerikanischer Politiker. Zwischen 1897 und 1901 vertrat er den Bundesstaat North Carolina im US-Repräsentantenhaus. Zu dieser Zeit war er das einzige afroamerikanische Mitglied des Kongresses.

## Werdegang
Der Afroamerikaner George H. White wurde im Jahr 1852 als freier Bürger geboren. Nach dem Bürgerkrieg besuchte er die öffentlichen Schulen seiner Heimat und studierte bis 1877 an der Howard University in Washington, D.C. Nach einem anschließenden Jurastudium und seiner 1879 erfolgten Zulassung als Rechtsanwalt begann er in New Bern (North Carolina) in diesem Beruf zu arbeiten. Zwischenzeitlich leitete er auch die New Bern State Normal School, eine Ausbildungsschule für zukünftige afroamerikanische Lehrer. Politisch war White Mitglied der Republikanischen Partei. Im Jahr 1881 wurde er Abgeordneter im Repräsentantenhaus von North Carolina; 1885 wurde er in den Staatssenat gewählt. Zwischen 1886 und 1894 fungierte er als Staatsanwalt im zweiten Gerichtsbezirk seines Staates. In den Jahren 1896 und 1900 war White Delegierter zu den Republican National Conventions, auf denen jeweils William McKinley als Präsidentschaftskandidat nominiert wurde.
Bei den Kongresswahlen des Jahres 1896 wurde er im zweiten Wahlbezirk von North Carolina in das US-Repräsentantenhaus in Washington gewählt, wo er am 4. März 1897 die Nachfolge des Demokraten Frederick Augustus Woodard antrat, den er bei der Wahl geschlagen hatte. Nach einer Wiederwahl konnte er bis zum 3. März 1901 zwei Legislaturperioden im Kongress absolvieren. Diese waren von den Ereignissen des Spanisch-Amerikanischen Krieges geprägt. Im Kongress setzte sich White besonders für die Belange seiner afroamerikanischen Landsleute ein. Unter anderem brachte er eine Gesetzesvorlage gegen das damals im Süden häufig praktizierte Lynchen ein.
Nachdem in seiner Heimat die Wahlgesetze zu Ungunsten der Afroamerikaner geändert worden waren und diese zunehmend eingeschüchtert wurden, verzichtete George White im Jahr 1900 auf eine erneute Kandidatur. Nach seinem Ausscheiden aus dem US-Repräsentantenhaus arbeitete er wieder als Rechtsanwalt; außerdem stieg er in das Bankgewerbe ein. Er war Vorstandsmitglied des 1898 gegründeten National Afro-American Council. Seit 1906 lebte er in Philadelphia. Dort ist er am 28. Dezember 1918 auch verstorben.